# Béla Köpeczi

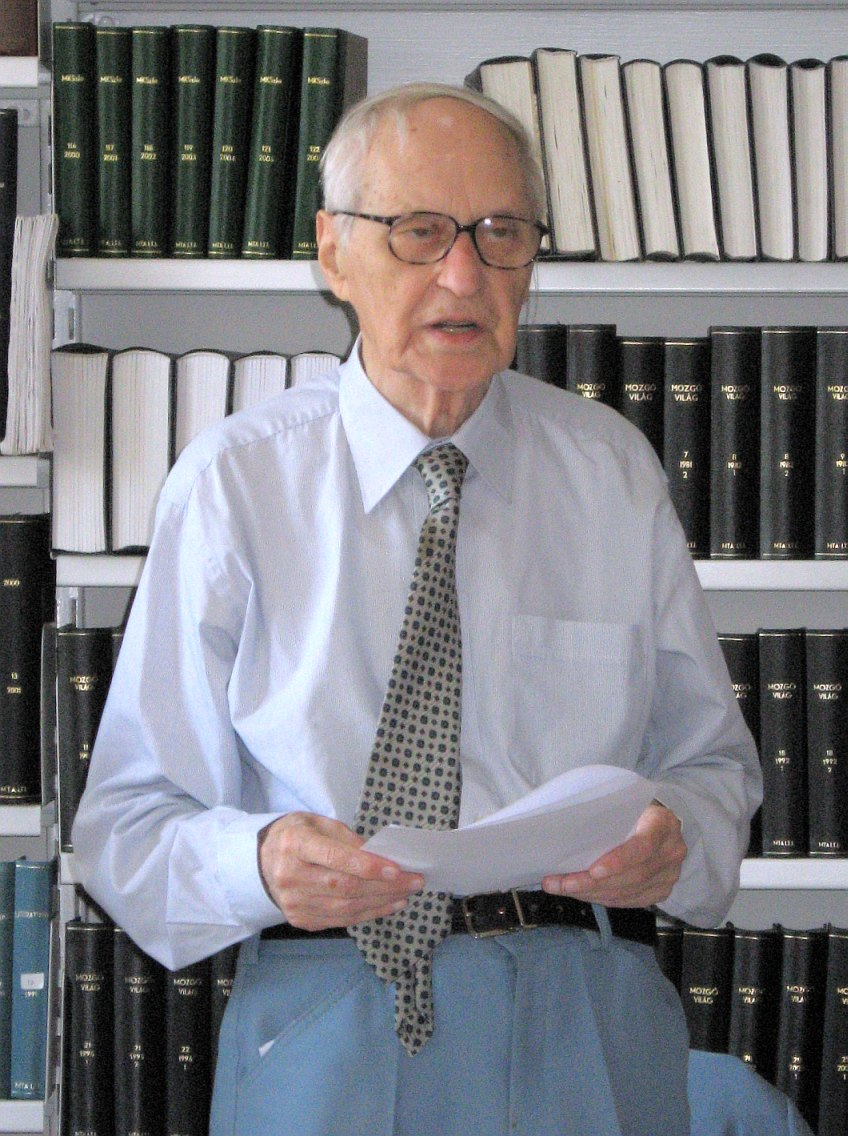
Béla Köpeczi (2007)

Béla Köpeczi (* 16. September 1921 in Straßburg am Mieresch (Aiud), Siebenbürgen, Rumänien; † 17. Januar 2010 in Budapest, Ungarn) war ein ungarischer Kulturhistoriker und Politiker.

## Leben und Wirken
Béla Köpeczi wurde 1921 in Aiud (ungarisch Nagyenyed, deutsch Straßburg am Mieresch) in Siebenbürgen geboren. Er absolvierte das Kolozsvári Református Kollégium, eine protestantische weiterführende Schule in Cluj-Napoca (deutsch Klausenburg). In Budapest studierte er anschließend französische Sprache und Literatur sowie rumänische Linguistik. Später kam Italienisch hinzu. Während des Zweiten Weltkriegs zog er nach Deutschland, wo er für das Internationale Rote Kreuz als Dolmetscher arbeitete. Ab Herbst 1946 setzte er sein Studium an der École Normale Supérieure in Paris fort. Nebenher fungierte er als Sekretär des Ungarischen Instituts und als Paris-Korrespondent des Ungarischen Telegraphenbüros. Das Studium beendete er 1949 an der Universität von Paris (Sorbonne). Im selben Jahr kehrte er nach Budapest zurück und begann am Lehrstuhl für französische Sprache und Literatur der Eötvös-Loránd-Universität (ELTÉ) zu unterrichten. Hier wurde er in den 1960er Jahren habilitiert und von 1965 bis 1967 hatte er den Posten als Institutsleiter und von 1967 bis 1970 als Vizerektor inne.
Köpeczi arbeitete für die Verlage Hungária und Művelt Nép Könyvkiadó. Mit der Veröffentlichung von kulturwissenschaftlichen Publikationen begann er 1953, als er stellvertretender Leiter und dann Leiter der Generaldirektion für Verlagswesen war. Neben seinen Forschungen zur Geschichte und Literaturgeschichte des 17. und 18. Jahrhunderts, insbesondere der Aufklärung, sind vor allem seine Arbeiten über den Existentialismus, die „Neuen Linken“, den sozialistischen Realismus und die kulturelle Entwicklung Ungarns zu erwähnen. In seinem Hauptforschungsgebiet, der Rákóczi-Ära, leistete er Pionierarbeit, und auch seine Herausgeberschaft der (im Original) dreibändigen Geschichte Siebenbürgens, die in mehrere Sprachen übersetzt wurde, machte ihn weithin bekannt. Seine ungarische Kulturgeschichte seit dem Ende des Zweiten Weltkriegs erschien 1986 bei Kossuth, Budapest, in ungarischer (A magyar kultúra útja 1945–1985) und 1994 im Corvina-Verlag, Budapest, in französischer Sprache (Histoire de la culture hongroise). Eine deutschsprachige Ausgabe gibt es nicht.
Köpeczi war ferner Chefredakteur beziehungsweise Redaktionsmitglied mehrerer wissenschaftlicher Zeitschriften wie auch Mitglied oder Leiter von Berufsgemeinschaften und Wissenschaftsorganisationen. Am meisten erfüllte ihn die Ausübung der Präsidentschaft der von ihm gegründeten Ungarischen Forschungsgesellschaft des 18. Jahrhunderts. Er bekleidete auch verschiedene Ämter als Kulturpolitiker. So leitete er von 1963 bis 1965 die Kulturabteilung des Zentralkomitees der Ungarischen Sozialistischen Arbeiterpartei. 1967 wurde er korrespondierendes Mitglied der Magyar Tudományos Akadémia (MTA; Ungarische Akademie der Wissenschaften) und ab 1976 trat er als deren Vollmitglied auf. Er arbeitete von 1970 bis 1982 im Verwaltungsrat der Akademie. Zeitweise war er stellvertretender Generalsekretär, zeitweise zeichnender Generalsekretär der Magyar Tudományos Akadémia. Vom 25. Juni 1982 bis zum 29. Juni 1988 war er Kulturminister, danach unter anderem Präsident des Ungarischen Rates (1988–2002) und Vorsitzender des ungarischen UNESCO-Ausschusses (1989–1998).

## Auszeichnungen (Auswahl)
- 1954 und 1956: Verdienstorden für sozialistische Arbeit
- 1972: Ordre des Palmes Académiques
- 1980: Ungarischer Staatspreis
- 2003: Magyar Köztársaság Középkeresztje a csillaggal (Ungarischer Verdienstorden Kommandeur mit Stern/Mittleres Kreuz der Republik Ungarn mit Stern)

## Werke in deutscher Übersetzung (Auswahl)
- (als Herausgeber:) Rebell oder Revolutionär? Petöfi im Spiegel seiner Tagebuchaufzeichnungen, Briefe, Streitschriften und Gedichte. Auswahl, Einleitung, Verbindungstexte: Béla Köpeczi. Odeon/Corvina-Verlag, Budapest 1973.
- Ferenc Rákóczi. Ungarisches Pressebüro, Wien 1976.
- Kulturrevolution in Ungarn. Deutsch von Miklós Pogány. Corvina-Verlag, Budapest 1978, ISBN 963-13-0025-3.
- Idee, Geschichte, Literatur. Aus dem Ungarischen übersetzt von Mária Borbély. Aufbau-Verlag, Berlin/Weimar 1979.
- Staatsräson und christliche Solidarität. Die ungarischen Aufstände und Europa in der 2. Hälfte des 17. Jahrhunderts. Aus dem Ungarischen übersetzt von Mária Bobély. Böhlau, Wien/Köln/Graz 1983, ISBN 3-205-00538-4.
- (als Herausgeber:) Kurze Geschichte Siebenbürgens. Aus dem Ungarischen übersetzt von Harriett Ferenczi. Institut für Geschichte der Ungarischen Akademie der Wissenschaften, Budapest 1990, ISBN 963-05-5667-7. Digitalisat